# Sumakuru bigal
Espèce
Sumakuru bigal est une espèce d'araignées aranéomorphes de la famille des Salticidae.

## Distribution
Cette espèce est endémique de la province d'Orellana en Équateur,.

## Description
La carapace du mâle holotype mesure 1,7 mm de long et l'abdomen 2,8 mm.

## Étymologie
Son nom d'espèce lui a été donné en référence au lieu de sa découverte, le río Bigal.

## Publication originale
- Maddison, 2016 : Sumakuru, a deeply-diverging new genus of lyssomanine jumping spiders from Ecuador (Araneae: Salticidae). ZooKeys, no 614, p. 87-96 (texte intégral).